# گناه (فیلم ۲۰۰۵)
«گناه» (انگلیسی: The Sin (2005 film)) فیلمی در ژانر مهیج است.